# 5461 Autumn
5461 Autumn è un asteroide della fascia principale del diametro medio di circa 21,6 km. Scoperto nel 1983, presenta un'orbita caratterizzata da un semiasse maggiore pari a 3,1470071 UA e da un'eccentricità di 0,1485301, inclinata di 12,89244° rispetto all'eclittica.